# St. Marys, Kansas
St. Marys là một thành phố thuộc quận Pottawatomie, tiểu bang Kansas, Hoa Kỳ. Năm 2010, dân số của xã này là 2627 người.

## Dân số
Dân số các năm:
- Năm 2000: 2198 người
- Năm 2010: 2627 người